# Ketewan Arachamia-Grant
Ketewan Arachamia-Grant (* 19. Juli 1968 in Otschamtschire, Abchasische ASSR, Georgische SSR, Sowjetunion als Ketewan Arachamia, georgisch ქეთევან არახამია) ist eine georgische Schachmeisterin. Beim Deutschen Schachbund und dem Weltschachverband FIDE wird sie Ketevan Arakhamia-Grant geschrieben.

## Leben
Ketewan Arachamia heiratete 1996 den Schachspieler Jonathan Grant (* 1966) und zog im gleichen Jahr nach Edinburgh. Bis 2008 trat sie jedoch weiterhin für Georgien an. Erst im Januar 2008 wechselte sie den Schachverband.

## Schacherfolge
1986 erhielt sie den Titel Internationaler Meister der Frauen (WIM), 1987 den Titel Großmeister der Frauen (WGM). Nachdem sie 1993 Internationaler Meister (IM) wurde, erhielt sie im März 2009 den Titel Großmeister (GM). Die dafür erforderlichen Normen erreichte sie im August 1996 in London beim Wettkampf Women v Veterans Foxtrot, im Oktober 2007 beim Open in Calvià und bei der Schacholympiade 2008 in Dresden.
In den Jahren 1983 und 1984 gewann sie die Frauenmeisterschaft der Georgischen SSR. 1985 gewann sie in Dobrná (Tschechien) die FIDE-Schachweltmeisterschaft U20 weiblich. 1990 wurde sie zum dritten Mal Meisterin der Georgischen SSR und wurde in Podolsk sowjetische Einzelmeisterin der Frauen. 1987 qualifizierte sich Ketewan Arachamia als Zweite des Interzonenturniers in Tuzla für das Kandidatenturnier zur Weltmeisterschaft, wo sie den 8. Platz belegte.
1991 gewann sie in Canberra den Doeberl Cup. 1993 gewann sie das Interzonenturnier der Frauen in Jakarta, 1995 das Interzonenturnier der Frauen in Chișinău. 2003 wurde sie erst in Edinburgh britische Damenmeisterin und später im Jahr, wiederum in Edinburgh, geteilt mit dem schottischen Großmeister Paul Motwani schottische Meisterin. Dies war das erste Mal, dass es einer Frau gelang, die schottische Meisterschaft zu gewinnen. Bei der britischen Einzelmeisterschaft 2006 in Swansea wurde sie hinter Jonathan Rowson Zweite. Britische Fraueneinzelmeisterin wurde sie insgesamt viermal, nach 2003 noch 2004, 2006 und 2007. Im August 2009 gewann sie das Turnier Baltic Queen (Kategorie 8) in Sankt Petersburg mit 6 Punkten aus 9 Partien.
Mit ihrer höchsten Elo-Zahl von 2506 im Juli 2009 lag sie auf dem 12. Platz der Damenweltrangliste, dem dritten Platz der schottischen Elo-Rangliste und dem ersten Platz der schottischen Damenrangliste.

## Mannschaftsschach

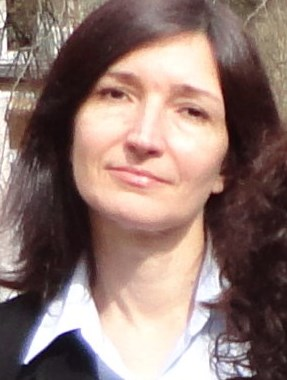
Arakhamia-Grant, 2013 in Baden-Baden nach Gewinn der deutschen Mannschaftsmeisterschaft der Frauen

### Nationalmannschaft
Bei der Schacholympiade 1990 in Novi Sad erzielte sie für die sowjetische Nationalmannschaft am dritten Brett ein Resultat von 12 Punkten aus 12 Partien und erreichte mit der Mannschaft den zweiten Platz. Danach (zuletzt 2002 in Bled) trat sie für Georgien an. Mit Georgien gewann sie 1994 in Moskau und 1996 in Jerewan die Goldmedaille. Bei den Olympiaden 2008 in Dresden, 2010 in Chanty-Mansijsk und 2012 in Istanbul spielte sie im schottischen Open-Team, bei den Schacholympiaden 2014 in Tromsø, 2016 in Baku und 2018 in Batumi spielte sie am Spitzenbrett der schottischen Frauenauswahl.
Arachamia-Grant nahm mit der georgischen Auswahl an fünf (1992, 1997, 1999, 2001, 2005) Mannschaftseuropameisterschaften der Frauen teil. Sie gewann den Wettbewerb mit der Mannschaft 1997 in Pula und erreichte 1992 in Debrecen und 2005 in Göteborg jeweils den zweiten Platz. 1997 nahm sie an der Mannschaftsweltmeisterschaft teil.

### Vereinsschach
In der britischen Four Nations Chess League (4NCL) spielte Arachamia-Grant in der Saison 1995/96 für die Midland Monarchs, seit 1996 spielt sie (unterbrochen von einem Engagement bei 3Cs in der Saison 2006/07 und drei Spielzeiten, in denen sie keine Partie spielte) bei Wood Green (seit 2008 Wood Green Hilsmark Kingfisher), mit dem sie die 4NCL 2005, 2006, 2009, 2010 und 2012 gewann. In der Saison 2016/17 spielte sie für White Rose.
In Deutschland spielt sie in der Frauenbundesliga seit 2006 für die OSG Baden-Baden, mit der sie 2008, 2009, 2011, 2012, 2013, 2015, 2016 und 2018 die Meisterschaft gewann. Sie spielt außerdem in Georgien für Interplast Tiflis und in Rumänien für CS Cotnari-Politehnica Iaşi. Am European Club Cup der Frauen nahm Arachamia-Grant 2007 mit Interplast Tiflis, 2009 mit CS Cotnari-Politehnica Iaşi und 2010 mit Sankt Petersburg teil, mit denen sie den zweiten Platz erreichte.